# Dolichoxipha
Dolichoxipha is een geslacht van rechtvleugeligen uit de familie krekels (Gryllidae). De wetenschappelijke naam van dit geslacht is voor het eerst geldig gepubliceerd in 1951 door Chopard.

## Soorten
Het geslacht Dolichoxipha omvat de volgende soorten:
- Dolichoxipha danbulla Otte & Alexander, 1983
- Dolichoxipha gracilipes Chopard, 1925